# Antonio Conesa
Antonio Conesa (Madrid, 1964) és un guionista, director i productor de cinema i de televisió.
Va assolir el reconeixement ben aviat, gràcies al seu curtmetratge Huntza, que fou nominada al Goya al millor curtmetratge de ficció el 1992i que va guanyar el premi del Festival de Cinema d'Alcalá de Henares i d'altres premis semblants a Osca, Alacant, Gijón i Elx. Això li permetria dirigir un episodi de la sèrie de televisió Farmacia de guardia el 1995 i escriure el guió d' Alma gitana de Chus Gutiérrez. El 1997 fou tornat a nominat al Goya al millor curtmetratge de ficció per Campeones, guanyador al Festival de Málaga, d'un Premi Martín Fierro, al Festival de Cine de L'Alfàs del Pi i al Festival Internacional de Curtmetratges i Documentals de Bilbao. El 2000 fou productor i guionista de la pel·lícula Aunque tú no lo sepas, i el màxim reconeixement el va assolir quan el 2001 va dirigir la sèrie de Telecinco Periodistas, produïda per Globomedia i protagonitzada per José Coronado.
Després s'ha dedicat a la docència com a professor i coordinador en l'especialitat de Direcció Cinematogràfica al Centre d'Estudis Ciutat de la Llum d'Alacant, i a l'Escola de Cinema del Mediterrani a Cartagena.